# Josep Borrell
Josep Borrell Fontelles (født 24. april 1947) er en spansk politiker som har været EU's højtstående repræsentant for udenrigsanliggender og sikkerhedspolitik, også kaldet udenrigschef, og en af næstformændene i Europa-Kommissionen siden 2019. Han har tidligere blandt andet været formand for Europa-Parlamentet 2004-2007 og Spaniens udenrigsminister 2018-2019.
Borrell er født og opvokset i landsbyen La Pobla de Segur i de catalanske Pyrenæer. Han er både luftfartsingeniør, matematiker og økonom. Borrell blev medlem af PSOE i 1970'erne og havde flere vigtige politiske poster under Felipe González' regeringer i 1980'erne. Han blev landskendt i Spanien da han som spansk skattechef stod bag flere sager om skatteundragelser mod flere kendisser, bl.a. flamencosangeren Lola Flores. Borrell blev valgt til underhuset i det spanske parlament, Cortes Generales, første gang i 1986 og sad der indtil 2004. Fra 1991 til 1996 var han minister for offentlige arbejder og transport. PSOE var i opposition fra 1996 efter et valgnederlag, og i 1998 blev han ved en partiafstemning valgt til PSOE's premierministerkandidat og blev derved oppositionsleder indtil han trak sig fra posten i 1999.
Borrell var medlem af EU-konventet som 2002-2003 udarbejdede et udkast til EU's forfatningstraktat. I perioden 2004-2009 var Borrell medlem af Europa-Parlamentet, og fungerede som formand for parlamentet i halvdelen af perioden 2004-2007 efter en aftale mellem EPP (kristelige demokrater) og S&D (socialdemokrater) om at dele posten i valgperioden.
Borrell er en spansk unionist som ofte har argumenteret imod catalansk selvstændighed. I 2018 blev han idømt en bøde på 30.000 euro for insiderhandel med aktier i 2015.
I juni 2018 blev Borrell spansk udenrigsminister, og han blev i juli 2019 af Det Europæiske Råd nomineret til posten EU's højtstående repræsentant. Han overtog embedet 1. december 2019.

## Akademisk karriere
- Flyveteknisk ingeniør fra Universidad Politécnica de Madrid.
- Doktorgrad i økonomi fra Universidad Complutense i Madrid.
- Kandidat i energiøkonomi fra Institut français du Pétrole i Paris.
- Kandidat i anvendt matematik fra University of Stanford, Californien, USA.
- Professor i økonomisk analyse ved Fakultetet for Økonomisk Videnskab ved Universidad Complutense i Madrid